# محطة سكة حديد نهاريا
محطة سكة حديد نهاريا (بالعبرية: תחנת הרכבת נהריה) هي محطة سكك حديدية تخدم مدينة نهاريا والبلدات والقرى المحيطة بها في منطقة الجليل الغربي. وهي المحطة الواقعة في أقصى الشمال من بين المحطات الأخرى التابعة لخطوط السكك الحديدية الإسرائيلية. وهي حاليًا نهاية الخط الساحلي بين الشمال والجنوب.

## تاريخ
بدأت أول خدمة ركاب منتظمة في المحطة خلال الانتداب البريطاني على فلسطين في 1 يوليو 1945. كانت المحطة تخدم خط حيفا - بيروت. ثم توقفت الخدمة أثناء حرب 1948 (1947-1949)، واستؤنفت في يونيو 1950 بقطاري ركاب يوميًا إلى حيفا والعكس. توقفت خدمة الركاب مرة أخرى بعد ذلك بعامين ولكن تم إعادة تشغيلها أخيرًا في عام 1958. لم تُستأنف خدمة السكك الحديدية إلى بيروت عبر رأس الناقورة أبدًا بعد نهاية الانتداب البريطاني.
في 9 سبتمبر 2001 كانت محطة سكة حديد نهاريا مسرحًا لتفجير انتحاري.
توقفت خدمة القطار في المحطة بالكامل للمرة الأولى منذ عام 1952 ، في 13 يوليو 2006، بعد يوم من بدء النزاع الإسرائيلي اللبناني عام 2006، بسبب هجمات حزب الله الصاروخية على نهاريا. تم ترميمها بعد 33 يومًا، في 15 أغسطس، بعد يوم واحد من سريان وقف إطلاق النار.
خضعت المحطة لعملية إعادة بناء كاملة في صيف عام 2001، والتي تضمنت تحديثًا لشكل محطة الركاب إلى الشكل الحالي بالإضافة إلى إقامة منصة جانبية ثانية، وقاعة محطة حديثة ونفق للمشاة يربط بين الرصيفين.

## تصميم
سكة حديد ثنائية تنتهي في المحطة؛ سكة حديد غربية (بجانب رصيف 1) وسكة حديد شرقية (بجانب رصيف 2). من السكة الشرقية تتفرع سكة ثالثة تسير اتجاه رصيف 3. لا يوجد تقسيم بين الأرصفة وفقًا لاتجاه سفر القطار، حيث أن نهاريا هي محطة نهائية وجميع القطارات تغادر من المحطة جنوبًا.
في المحطة هناك رصيف جانبي ورصيف جزيرة يربط بينهما ممر تحت الأرض. يمكن الدخول إلى المحطة والخروج منها من خلال صالة الركاب المجاورة لرصيف 1. تعمل المحطة من الأحد إلى الخميس 24 ساعة، والجمعة حتى 15:30، والسبت من 17:15.